# Les arts catalanes
Les arts catalanes és una publicació que va néixer l'octubre de 1928 a càrrec d'Edicions Joan Merli, sota la direcció del mateix Joan Merli i Pahissa. Va ser impresa per la casa "Castells de Vall".

## Naixement
La seva primera edició va aparèixer amb l'objectiu de destacar les obres de Joan Rebull, Josep Obiols, Josep Granyer, E. Bosch (Roger) i Jaume Guàrdia. Fent especial èmfasi en tres escultures de Rebull, acompanyades per un text de Sebastià Gasch, en quatre idiomes. Aquestes obres es trobaven exposades en la Sala Joan Merlí, a les Galeries Laietanes (C/ de les Corts 63.1, Barcelona). El director de la revista també era el marxant dels respectius artistes i va fundar "l'Organització Joan Merli", encarregada de promoure obres d'art a socis que pagaven una quota mensual moderada per apreciar-les. Així doncs, amb aquest projecte van néixer les revistes d'art “La Mà Trencada” 1924-25; "Quatre Coses", 1925; i per acabar, la tractada en aquest espai, "Les Arts Catalanes", 1928-29.
Respecte a les dades del primer número, compta amb 19 pàgines incloent-hi tota l'edició (portada i publicitat), i dotze específicament dedicades al contingut a tres columnes de 195x140mm cadascuna. A més, contenia text en quatre idiomes: català, castellà, francès i anglès. El primer número de la història, va incloure referències publicitàries a comerços barcelonins de l'època com "Badrinas" mobles moderns o "Jaume Mercadé joier", però això era un fet habitual a l’època.
Com a model exemplificador, en aquesta edició número 1, trobem una cita directa referent a l'obra de Joan Rebull: "Deia Rodin que ell acusaba, accentuaba, exageraba, per a reproduir no solament l'exierior, sinó també «l'esperit que forma part igualment de la natura». («L'esperit, un altre mot per a designar el què anomenem forma» — exclama Maritain davant d'aquesta afirmació.) Aquest anhel espiritual és compartit plenament per Joan Rebull. Rebull sap copsar exactament aquest esperit que viu dins de la matèria, al coneixement del qual arriba per vies purament intuïtives." (pàg.5).
Un altre complement a afegir és la monografia d'aquesta primera edició: "Aquesta antologia de les arts plàstiques catalanes reprendrà la seva publicació a primers d'Octubre notablement millorada. El breu comentari que precedeix les reproduccions serà seguit de notes biobibliogràfiques. Els títols de les obres seran en català, castellà, francès, anglès i alemany. Llegiu a continuació els noms dels artistes dels quals anirem publicant llurs monografies. Sumades als onze volums publicats, dins de tres anys tindreu davant dels ulls, en la vostra biblioteca, el més bell panorama que se us pugui oferir." (pàg.19).

## Història
La publicació en forma de revista "Les Arts Catalanes", de Joan Merli i Pahissa, va recollir vuit números monogràfics mensuals ininterrompudament. Va néixer l'octubre de 1928 per publicar el seu últim exemplar el maig de 1929. Al llarg de la seva breu trajectòria va comptar amb col·laboradors com S. Gasch, R. Benet, M.A Cassanyes entre d'altres.
A més dels apartats principals dedicats als artistes que tenien a Merli com a marxant, el sumari es completava mitjançant notes informatives als lectors, remarques, i una llista de llibres catalans recents, de les revistes més assenyalades i de les millors exposicions; el que actualment podríem anomenar com a llista de "tops".
Tot i que, com ja s'ha remarcat, no es va frenar la seva publicació fins a la desaparició, el format sí que es va sotmetre a certs canvis  de tota mena, com per exemple tipogràfics, ja que a partir del cinquè número, les pàgines a tres columnes van passar a mesurar 325x225mm, mentre inicialment ocupaven únicament 195x140mm.
Una altra modificació explicada a les notes del número 2, indica que el text en quatre idiomes no es va  poder incloure a la revista perquè s'havia de retrassar en excés la data de la sortida. D’altra banda, al número 3, corresponent al mes de desembre de 1928 apareix un suplement especial nadalenc anomenat “Presents per a Nadal, Cap d’Any i Reis” fent menció als comerços habitualment publicitats a la revista. Amb el canvi d’any i la quarta publicació, va aparèixer per primera vegada una enquesta per als lectors de 4 preguntes relacionades amb les arts catalanes. A la cinquena revista, publicada el febrer de 1929 apareixen respostes a l'enquesta del número anterior (com succeirà amb els següents números), i per primer cop desapareix la monografia final que s'havia repetit a les edicions inicials. Com a curiositat de la publicació 6, en aquest s'ofereix la inscripció a tallers per artistes a Barcelona. La diferència del setè número la marca un article inicial sobre l’art i la moral, a més d’un apartat d'anècdotes. L’última peça publicada compta amb dites i fa una especial menció als artistes contemporanis.
Per acabar, cal destacar que actualment els exemplars de la revista són de domini públic, ja que es poden trobar a la Biblioteca de Catalunya i al Servei de Biblioteques de la Universitat Autònoma de Barcelona.

## Final
El darrer número publicat va ser el vuitè, publicat el maig de 1929, però, clarament, aquesta no era la intenció del seu director, que en la següent cita assegura que després de l’època estiuenca, concretament a l’octubre, la revista es tornarà a editar mensualment. També s'anuncia el tancament de l'enquesta del número 4:
“La nostra enquesta és closa. Resten algunes respostes per publicar, que no alterarien el resultat aconseguit fins ara. Que ens perdonin els opinants que no veigin publicades llurs respostes. L'enquesta pràcticament no ha mogut les coses d’on eren. Els professionals no s'han manifestat per por a comprometre's. No hem lograt sinó reunir un nombre de vots al volt d'uns noms. Les Arts Catalanes desitja que els seus amics pàssin un bon istiu. Que aprofitin tan com puguin el iode del sol i es lliurin de la calor. Fins a l'Octubre!”

## Relació de directors, redactors i col·laboradors
La relació directa de Joan Merli amb els seus col·laboradors és la de marxant, ja que com s'ha destacat a l’inici la revista és una part complementària de la seva organització dedicada a les arts catalanes.